# Liste der Monuments historiques in Guiler-sur-Goyen
Die Liste der Monuments historiques in Guiler-sur-Goyen führt die Monuments historiques in der französischen Gemeinde Guiler-sur-Goyen auf.

## Liste der Objekte
| Bezeichnung                               | Beschreibung            | Standort                | Kennzeichnung | Schutzstatus | Datum | Bild |
| ----------------------------------------- | ----------------------- | ----------------------- | ------------- | ------------ | ----- | ---- |
| Prozessionskreuz                          | Silber, 16. Jahrhundert | in der Kirche St-Justin | PM29001547    | Inscrit      | 1994  |      |
| Sechs Medaillons in einem Bleiglasfenster | 16. Jahrhundert         | in der Kirche St-Justin | PM29004395    | Inscrit      | 1988  |      |